# Се Цзинь
Се Цзинь (кит. трад. 謝晉, упр. 谢晋, пиньинь Xiè Jìn, 21 ноября 1923 — 18 октября 2008) — китайский кинорежиссёр. Трижды лауреат китайской национальной премии в области кинематографии «Золотой петух», многократный лауреат китайской национальной премии в области кинематографии «Сто цветов».

## Биография
Се Цзинь родился 21 ноября 1923 года в семье интеллигентов (по другим данным — в семье банкира) в уезде Шанъюй провинции Чжэцзян Китайской Республики.
В 1941 году поступил в Государственное театральное училище в уезде Цзянъань провинции Сычуань, однако не закончил его и в 1943 году бросил.
В 1948 году закончил режиссёрский факультет Государственного колледжа драмы в Нанкине.
В 1957 году дебютировал с фильмом «Баскетболистка № 5».
За 50 лет режиссёрской работы снял более 20 фильмов.

Се Цзинь занимает важное место в истории кино Китая. Он сделал для китайцев много прекрасных фильмов. Его можно называть мастером с большой буквы. В своих кинолентах он отразил годы развития Китая. Фильмы Се Цзиня любят широкие массы зрителей и они его очень уважают. Его фильмы нравятся многим.— Сяо Шугуан, CRI
Скончался 18 октября 2008 года в отеле родного города Шанъюя.

## Фильмография
| Год  | Название по-русски                 | Название по-китайски | Премии за фильм                   |
| ---- | ---------------------------------- | -------------------- | --------------------------------- |
| 1957 | Баскетболистка № 5                 | 女篮五号             |                                   |
| 1961 | Красный женский отряд              | 红色娘子军           |                                   |
| 1962 | Ли большой, Ли меньшой, Ли старшой | 大李，小李和老李     |                                   |
| 1965 | Сестры по сцене                    | 舞台姐妹             |                                   |
| 1972 | Морской порт                       | 海港                 |                                   |
| 1975 | Чуньмяо                            | 春苗                 |                                   |
| 1977 | Молодость                          | 青春                 |                                   |
| 1979 | О, колыбель!                       | 啊！摇篮             |                                   |
| 1980 | Легенда горы Тяньюньшань           | 天云山传奇           | Золотой петух                     |
| 1982 | Табунщик                           | 牧马人               |                                   |
| 1984 | Цю Цзинь                           | 秋瑾                 |                                   |
| 1985 | Венки под высокой горой            | 高山下的花环         |                                   |
| 1986 | Поселок Фужун                      | 芙蓉镇               | Золотой петух, Хрустальный глобус |
| 1989 | Последние аристократы              | 最后的贵族           |                                   |
| 1992 | Колокол в храме Цинлян             | 清凉寺的钟声         |                                   |
| 1993 | Старик и пес                       | 老人和狗             |                                   |
| 1996 | За стеной позора                   | 女儿谷               |                                   |
| 1997 | Опиумная война                     | 鸦片战争             | Золотой петух                     |
| 2001 | Футболистка № 9                    | 女足九号             |                                   |